# Franciszek Chruściel

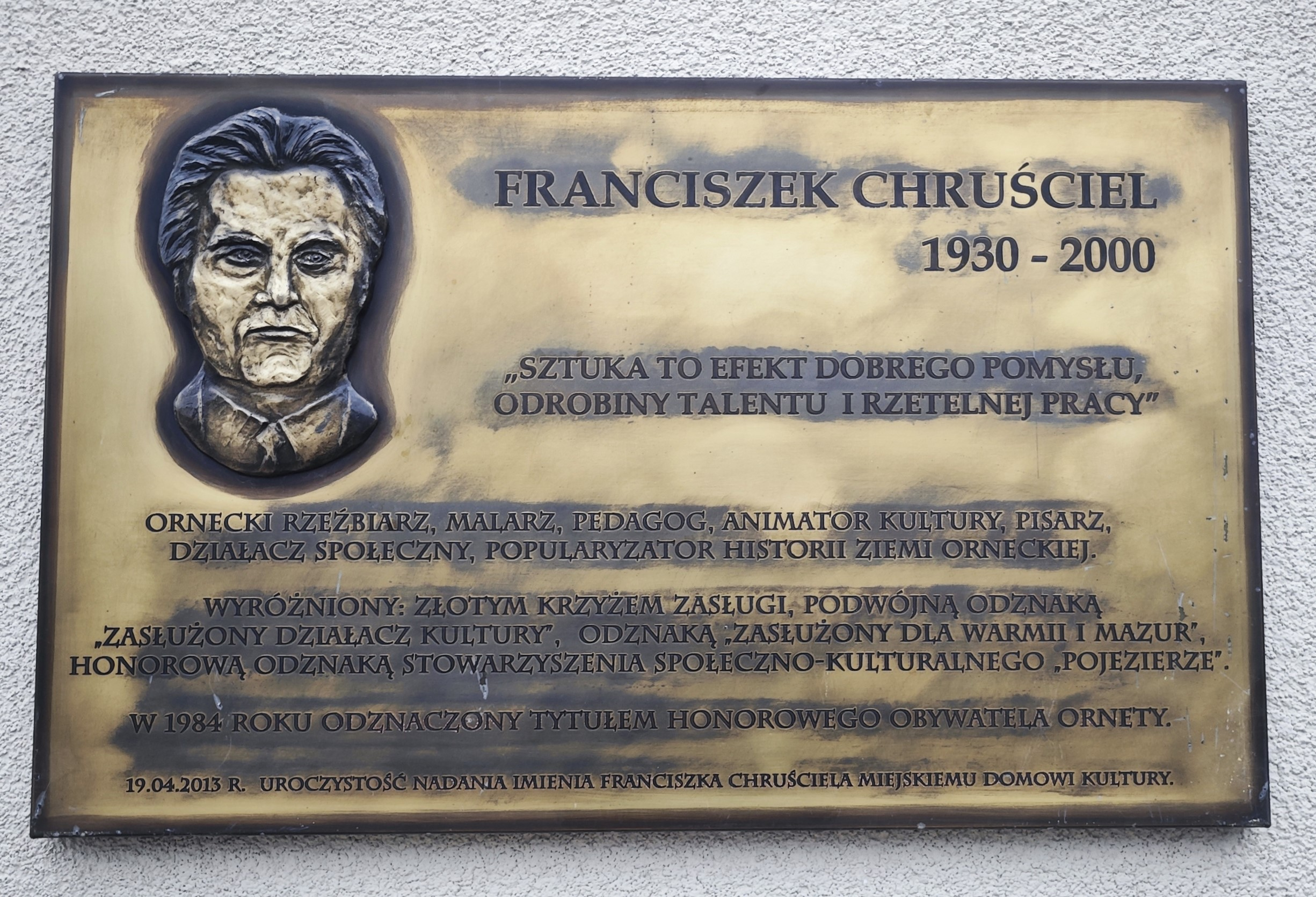
Tablica pamiątkowa w Ornecie

Franciszek Chruściel (ur. 25 sierpnia 1930 w Gwizdowie, zm. 12 kwietnia 2000 w Ornecie) – polski nauczyciel, pisarz, malarz, rzeźbiarz, wydawca, kolekcjoner, instruktor i działacz kulturalny.   

## Życiorys
Ukończył szkołę powszechną w Biedaczowie, a średnią, podczas okupacji niemieckiej, w ramach tajnych kompletów w Żołyni i Krakowie. W latach 1951–1955 studiował polonistykę na Uniwersytecie Warszawskim. W 1955 został nauczycielem licealnym w Ornecie, a w 1961 kierownikiem tamtejszego internatu. Nauczał w szkołach wieczorowych oraz w orneckim domu kultury, gdzie uczył malarstwa i rzeźby. W 1990 przeszedł na emeryturę i zajął się malarstwem, propagowaniem kultury, a także działalnością pisarską, wydawniczą oraz kolekcjonerską, związaną z Ornetą i Warmią. Z Heleną Tyszkiewicz napisał książkę Z dziejów gminy Braniewo (2000). Samodzielnie opracował następujące pozycje:   
- W krainie zabytków,
- Dawna Orneta,
- Przedwojenna Orneta,
- Przeszłość i teraźniejszość orneckiej kultury,
- Opowieści i legendy Ornety,
- Orneta kochana (tom wierszy),
- Na tropie,
- Piórem i sercem malowane[1].

W 1978 zadebiutował jako artysta, malując głównie obrazy olejne i wykonując rzeźby w drewnie. Jego dzieła znajdują się w kolekcji Muzeum Etnograficznego w Toruniu oraz kolekcjach prywatnych w Polsce, Wielkiej Brytanii, Niemczech, Włoszech, Szwajcarii i Francji. Głowa Chrystusa jego autorstwa trafiła do kolekcji Jana Pawła II, a Czarna Madonna arcybiskupa Edmunda Piszcza. Prace artysty na stałe prezentuje Galeria Twórczości Nieprofesjonalnej w Braniewie. Zainicjował Plener Artystyczny w Ornecie (1996). Prowadził zespoły wokalne i recytatorskie. Przez okres trzydziestolecia kierował pracami orneckiego oddziału Stowarzyszenia Społeczno-Kulturalnego "Pojezierze". Był twórcą Towarzystwa Przyjaciół Ornety. Od 1962 (przez dwadzieścia lat) był szefem Związku Nauczycielstwa Polskiego w Ornecie. W 1984 został Honorowym Obywatelem Ornety. 

## Upamiętnienie i odznaczenia
Od 2005 organizowany jest Rejonowy Przegląd Poezji Śpiewanej im. Franciszka Chruściela ze statuetkami "Franciszkami". Z okazji 710-lecia Ornety (2023) urządzono dyktando "O Pióro Franciszka Chruściela". Upamiętnia go tablica pamiątkowa przy ul. 1 Maja w Ornecie. Otrzymał następujące odznaczenia:
- Złoty Krzyż Zasługi,
- Medal 40-lecia Polski Ludowej (dwukrotnie),
- odznaka Zasłużony Działacz Kultury, dwukrotnie (1977),
- odznaka Zasłużony dla Warmii i Mazur,
- Honorowa Odznaka Stowarzyszenia Społeczno-Kulturalnego "Pojezierze"[2],
- odznaka Zasłużony dla ZHP,
- Złota Odznaka Związku Nauczycielstwa Polskiego[1].